# Hans-Günter Zmarzlik
Hans-Günter Zmarzlik (* 24. Juli 1922 in Berlin; † 2000) war ein deutscher Historiker und Hochschullehrer an der Albert-Ludwigs-Universität Freiburg.

## Leben
Hans-Günter Zmarzlik wurde als Sohn des Ingenieurs Hans Zmarzlik und seiner Frau Steffie, geb. Ruchner, in Berlin geboren. Nach dem Besuch der Volksschule in Friedrichsthal (Kreis Niederbarnim) und dem Abitur am Realgymnasium Oranienburg im Frühjahr 1940 trat Zmarzlik im Mai 1940 in den Arbeitsdienst und im Juli 1940 in die Kriegsmarine ein. Das Kriegsende verbrachte er in britischer Kriegsgefangenschaft, aus der er im August 1945 entlassen wurde. Vom Sommersemester 1946 an studierte Zmarzlik zunächst Rechtswissenschaft, seit 1947 dann Geschichte und Germanistik an den Universitäten Kiel und Freiburg. Im Juni 1955 wurde er in Freiburg bei Gerhard Ritter mit einer Arbeit zur Innenpolitik Bethmann Hollwegs 1909–1914 zum Dr. phil. promoviert; 1961 erfolgte ebenfalls in Freiburg die Habilitation mit einer Arbeit über Sozialdarwinismus in Deutschland. Anschließend wurde Zmarzlik in Freiburg auf eine neu geschaffene Professur für Neuere und Neueste Geschichte mit Schwerpunkt auf der neuesten Geschichte berufen. Zu seinen Schülerinnen und Schülern gehört unter anderen Irmtraud Götz von Olenhusen.
Zmarzlik war seit 1967 mit Margot Jadasch verheiratet und hatte einen Sohn.

## Schriften (Auswahl)
- Bethmann Hollweg als Reichskanzler 1909–1914. Studien zu Möglichkeiten und Grenzen seiner innerpolitischen Machtstellung. Droste-Verlag, Düsseldorf 1957, OCLC 845085222 (Zugl.: Freiburg (Breisgau), Univ., Diss., 1955 u.d.T.: Studien zur Innenpolitik Bethmann Hollwegs 1909–1914).
- Der Sozialdarwinismus in Deutschland. Ein Beitrag zur Vorgeschichte des Dritten Reiches. (Zugl.: Freiburg (Breisgau), Univ., Habil.-Schr., 1961).
- Das deutsche Bürgertum im Zeitalter der Weltkriege. Bad Godesberg 1966, OCLC 73932974.
- Das Bismarckbild der Deutschen gestern und heute. Freiburg im Breisgau 1967, OCLC 123180272.
- Wieviel Zukunft hat unsere Vergangenheit? Aufsätze und Überlegungen eines Historikers vom Jahrgang 1922. München 1970, ISBN 3-492-01859-9.